# Ciguayos
Els ciguayos van ser els habitants precolombins del NE. de l'illa Hispaniola a la regió pròxima a la península de Samaná en el segle XV. Els ciguayos era un poble diferent als taïnos que utilitzava l'arc i la fletxa, i que apareix aculturat pel taïno tardà. Es pensa que són els primers habitants de Puerto Rico, Hispaniola i Cuba, i que van ser desplaçats o exterminats pels pobles d'origen taïno en els segles anteriors a l'arribada dels europeus. Bartolomé de las Casas esmenta que l'idioma dels ciguayos estava en un estat moribund en el segle XVI i només es parlava en alguna regió limitada de Samaná.
El terme "ciguayo" és la forma com els parlants del taïno clàssic denominaven als parlants de ciguayo. Aquest termes podria significar alguna cosa com a 'Gent de la terra agresta' (si 'agresta, muntanyenc' + wa 'terra, regió' + yu 'gent, tribu'. Es desconeix quin nom s'aplicaven a si mateixos.
Els ciguayos eren un poble caçador recol·lector, probablement els primers pobladors d'importància de les Antilles. No fabricaven ceràmica i en la antiguedad van poder ser nòmades abans de l'expansió taína per les Antilles. Es desconeixen dates exactes de l'arribada dels taínos a les Antilles majors, la qual cosa va suposar la desaparició dels ciguayos, que van quedar despullats dels seus territoris fins a quedar arraconats al nord de L'Espanyola. Recentment van aparèixer restes taïnos a l'illa d'Eleuthera (Bahames), la qual cosa fa pensar que els taínos es van expandir per les Antilles com a més tard entre els segles X-XI d. C.

## Ciguayo
El mateix Bartolomé de las Casas aclareix que el ciguayo era una llengua diferent del taíno i del macorix:
| « | És aquí de saber, que un gran tros d'aquesta costa, bé les meves de 25 o 30 llegües, i 15 bones i encara 20 d'ample fins a les serres que fan, d'aquesta part del Nord, la gran horta inclusivament, era poblada d'una gent que es deien mazorijes, i altres ciguayos, i tenien diverses llengües de la universal de tota l'illa. | » |

De las Casas deixa clar que el ciguayo estava a la vora de l'extinció quan el va arribar a Hispaniola per primera vegada en 1502 i era una llengua extinta quan va escriure la seva obra:
| « | ... ha tants anys, i no hi ha avui un ni cap a qui ho preguntar [sobre la llengua dels ciguayos], ja que conversi, forces vegades amb totes dues generacions, i són passats ja més de cinquanta anys... | » |

Com que la Historia de las Casas es va començar a escriure cap a 1527 i es va prolongar fins a 1547 quan va abandonar definitivament l'illa Hispaniola amb rumb a Espanya. El manuscrit de la seva obra es va completar en 1559, encara que es va reescriure entre 1560 i 1563. A partir d'aquestes dates pot conjecturar-se que ja cap a 1490 els taïnos estaven batallant contra els ciguayos i la pèrdua de l'autonomia política va conduir a l'extinció del ciguayo.

### Classificació
El ciguayo a part dels judicis de De las Casas és una llengua pràcticament indocumentada, de fet, només es coneix una única forma lèxica d'aquesta llengua, sobre la base de la qual no és possible fer massa comparacions o reconstruccions. L'única forma lèxica coneguda tuob 'or' és comparat per De las Casas amb el terme taïno:
| « | Aquí [en la part de l'illa habitat pels Ciguayos] no criden caona a l'or com en la primera part d'aquesta illa, ni nozay com a la illeta de Guanahani o San Salvador, sinó tuob. […] Anomenava [un indi ciguayo] a l'or tuob i no entenia per caona, com l'anomenaven en la primera part de l'Illa, ni per nozay com el nomenen a San Salvador i a les altres illes... | » |

J. Granberry ha argumentat que ja sigui que s'interpreti tuób (CVVC) o twób (CCVC) i sent que en les llengües arawak les síl·labes són de la forma CV, no sembla probable que tuob sigui una paraula possible en una llengua arawak. El que li porta a proposar que el ciguayo podria ser una llengua pre-arawak d'origen centreamericà on és possible trobar llengües amb patrons sil·làbics més complicats que els trobats en llengües arawak o llengües carib. En concret suggereix algun tipus de relació distant amb les llengües jicaque on és possible el patró CwVC. I a més proposa una comparació amb alguns termes d'Amèrica continental.
El mateix autor esmenta que l'evidència arqueològica suggereix que Cuba i Hispaniola van ser poblades per primera vegada des de la regió de Belize cap al 5000 aC. i proposa que el ciguayo podria ser una resta lingüística d'un poble lingüísticament emparentat amb el jicaque-tol que va poblar les illes del Carib, fins a l'arribada dels taïnos arawak a aquestes illes.

### Relació amb altres llengües
Pel que sembla els guanajatabeyes de l'extrem occidental de Cuba parlaven una llengua que podria no ser d'origen arawak, ja que els intèrprets arawaks de Colom la van trobar totalment incomprensible. Com sembla que els guanahatabeys es remuntarien a poblacions procedents d'Amèrica Central, és possible que existís un parentiu llunyà entre la llengua dels ciguayos i la llengua no documentada dels guanahatabeys.